# Rindera tschotkalensis
Rindera tschotkalensis är en strävbladig växtart som beskrevs av Mikhail Grigoríevič Popov. Rindera tschotkalensis ingår i släktet Rindera och familjen strävbladiga växter. Inga underarter finns listade i Catalogue of Life.